# Springerville
Springerville é uma vila localizada no estado americano do Arizona, no condado de Apache. Foi incorporada em 1948.

## Geografia
De acordo com o United States Census Bureau, a vila tem uma área de 30,3 km², onde 29,9 km² estão cobertos por terra e 0,4 km² por água.

### Localidades na vizinhança
O diagrama seguinte representa as localidades num raio de 68 km ao redor de Springerville.

## Demografia
Segundo o censo nacional de 2010, a sua população é de 1961 habitantes e sua densidade populacional é de 65,7 hab/km². Possui 954 residências, que resulta em uma densidade de 31,9 residências/km².